# Windpark Klein-Winternheim
Der Windpark Klein-Winternheim ist ein Windpark in Rheinland-Pfalz. Er befindet sich auf dem Gemeindegebiet von Klein-Winternheim im Landkreis Mainz-Bingen und den Stadtteilen Ebersheim und Hechtsheim der Landeshauptstadt Mainz. Es handelt sich um ein klassisches Beispiel für einen gewachsenen Windpark, der im Laufe der Jahre schrittweise um neue Windkraftanlagen erweitert wurde. Heute (12/2024) stehen im Windpark 10 Anlagen der Hersteller Enercon, General Electric und Vestas. Betrieben werden die Anlagen von verschiedenen Gesellschaften.
Vier der Anlagen, die sich im Besitz einer Tochtergesellschaft der Mainzer Stadtwerke befinden, sind Bestandteil des Energieparks Mainz, der die Erzeugung elektrischer Energie aus Windkraft mit einer Elektrolyseanlage koppelt.

## Lage
Der Windpark befindet sich auf einer Anhöhe im rheinhessischen Hügelland auf landwirtschaftlich genutztem Gebiet, etwa 7 km südwestlich der Mainzer Innenstadt. Vier der Anlagen stehen auf Mainzer Stadtgebiet (Stadtteile Hechtsheim und Ebersheim), vier auf der Gemarkung von Klein-Winternheim im Landkreis Mainz-Bingen.
Unmittelbar westlich an das Gelände grenzt das Gewerbegebiet Mainz-Hechtsheim und das 2005 eröffnete Mainzer Messegelände. Der in diesem Gewerbegebiet angesiedelte Energiepark Mainz, eine Forschungseinrichtung zur elektrolytischen Wasserstoffproduktion, nutzt hierfür den im Windpark Klein-Winternheim erzeugten Strom.

## Geschichte
Die erste Windkraftanlage in diesem Gebiet wurde im Jahr 2000 auf Ebersheimer Gemarkung, direkt an der Grenze zur Nachbargemeinde Klein-Winternheim, durch die Gesellschaft für alternative ingenieurtechnische Anwendungen (GAIA mbH) errichtet. Dabei handelte es sich um das Modell ENERCON E-40 des Auricher Windkraftanlagenherstellers Enercon. Diese war, zusammen mit einer zeitgleich errichteten, baugleichen Anlage südlich von Ebersheim, eines der ersten Projekte der 1999 gegründeten Firma. Bei dem Anlagentyp handelt es sich um eine zwischen 1993 und 2002 sehr häufig installierte, getriebelose 500-kW-Anlage. Die technische Betriebsführung dieser Anlage wird ebenfalls durch die GAIA mbH vorgenommen.
Im Jahr 2006 folgten am Standort Klein-Winternheim/Ebersheim zwei Anlagen des Typs ENERCON E-82 desselben Herstellers. Der Aufbau der beiden Windkraftanlagen begann im Juli, fertiggestellt wurden sie im September. Jede dieser Anlagen leistet mit ihren 2 MW Nennleistung in der Spitze das Vierfache der bestehenden ENERCON E-40 aus dem Jahr 2000. Projektierer ist die Firma juwi aus Wörrstadt, Eigentümer und Betreiber der Anlagen die RIO Energie GmbH, ein Gemeinschaftsunternehmen der juwi AG (damals juwi GmbH) und der Mainzer Stadtwerke AG.
Der Bau zweier weiterer Anlagen des Typs ENERCON E-82 begann Ende 2009. Die beiden auf Klein-Winternheimer Gemarkung errichteten und zusammen rund 6 Millionen Euro teuren Windkraftanlagen, die ebenfalls von der RIO Energie GmbH betrieben werden, sollten eigentlich im Dezember 2009 fertiggestellt und in Betrieb genommen werden, die Bauarbeiten verzögerten sich allerdings bis ins neue Jahr. Zwischenzeitlich wurde die am Standort geltende Höhenbeschränkung von 100 m auf 150 m angehoben. 2012 wurde das Windparkgelände durch die Stadt Mainz als Vorrangfläche für die Nutzung von Windenergie ausgewiesen, ebenso durch die Verbandsgemeinde Nieder-Olm im Flächennutzungsplan 2025 Teilnutzungsplan Wind.
Im Jahr 2017 wurde auf Klein-Winternheimer Gebiet durch die BayWa r.e. Wind GmbH eine sechste Windkraftanlage vom Typ ENERCON E-115 errichtet. Betreiber dieser 3,05-MW-Anlage ist die Windpark Klein-Winternheim II GmbH.
Im Jahr 2019 entstand, diesmal wieder auf Mainzer Gebiet, die siebte Windkraftanlage. Die GAIA mbH errichtete eine Anlage des Typs ENERCON E-141 EP4 mit 4,2 MW Nennleistung. Die Baugenehmigung wurde bereits Ende 2017 vom Grün- und Umweltamt der Stadt Mainz erteilt, der Planungsauftrag ging im Februar 2018 an GAIA, die das Projekt zusammen mit dem Projektierer wpd AG realisierte. Der Bau begann Anfang Mai, nachdem Anfang März die Baustelle erschlossen wurde. Die Anlage wurde im September 2019 baulich fertiggestellt und ging nach dem Probebetrieb im Frühjahr 2020 dauerhaft ans Netz.
Die Genehmigung für die achte Anlage wurde im November 2020 durch die Kreisverwaltung Mainz-Bingen erteilt. Projektierer ist auch hier die GAIA mbH. Der Bau der Anlagy vom Typ ENERCON E-103 EP2 mit 2,35 MW Nennleistung wurde im Jahr 2021 durchgeführt: Die Baustelle wurde im Juni eingerichtet, der Turmbau begann im August und wurde Mitte Dezember abgeschlossen. Um den Jahreswechsel 2021/22 wurde die neue Anlage fertiggestellt.
Ende 2021 wurde mit dem Bau der neunten Anlage im Windpark, diesmal auf Mainzer Gemarkung, begonnen. Es handelt sich um die bisher größte Anlage im Park und die erste, die nicht vom Hersteller ENERCON stammt. Errichtet wurde eine Anlage der Firma General Electric vom Typ GE 5.3-158 mit einer Nabenhöhe von 161 m und einer Nennleistung von 5,3 MW. Projektierer ist die Firma juwi. Geplant war die Anlage ursprünglich schon für das Jahr 2020.
Die Genehmigung für den Bau der zehnten Anlage gemäß Bundes-Immissionsschutzgesetz wurde im Juli 2023 durch die Mainzer Stadtverwaltung erteilt. Den Zuschlag erhielt, wie bei der 2019 errichteten Anlage, erneut die GAIA mbH. Diese Anlage steht noch weiter nördlich auf Hechtsheimer Gemarkung. Es handelt sich um eine Anlage des dänischen Herstellers Vestas Wind Systems, Typ V162-6.2MW mit einer Nabenhöhe von 169 Metern, einem Rotordurchmesser von 162 Metern und einer Gesamthöhe von 250 Metern. Die Gesamtleistung beträgt 6,2 MW. Die Inbetriebnahme der Ende 2024 fertig errichteten Anlage ist für Anfang 2025 geplant.

## Windkraftanlagen
| Typ                    | Leistung | Nabenhöhe | Rotor- durchmesser | Gesamthöhe | Anzahl | Baujahr | Projektierer                                      | Betreiber                          |
| ---------------------- | -------- | --------- | ------------------ | ---------- | ------ | ------- | ------------------------------------------------- | ---------------------------------- |
| ENERCON E-40/5.40      | 500 kW   | 65 m      | 40 m               | 85 m       | 1      | 2000    | GAIA mbH / Energiequelle GmbH                     |                                    |
| ENERCON E-82           | 2000 kW  | 104 m     | 82 m               | 145 m      | 2      | 2006    | RIO Energie GmbH (juwi AG, Mainzer Stadtwerke AG) | Mainzer Erneuerbare Energien GmbH  |
| ENERCON E-82           | 2000 kW  | 104 m     | 82 m               | 145 m      | 2      | 2009    | RIO Energie GmbH (juwi AG, Mainzer Stadtwerke AG) | Mainzer Erneuerbare Energien GmbH  |
| ENERCON E-115          | 3050 kW  | 135 m     | 115 m              | 192,5 m    | 1      | 2017    | BayWa r.e. Wind GmbH                              | Windpark Klein-Winternheim II GmbH |
| ENERCON E-141 EP4      | 4200 kW  | 159 m     | 141 m              | 229,5 m    | 1      | 2019    | GAIA mbH                                          | Windpark Mainz-Hechtsheim GmbH     |
| ENERCON E-103 EP2      | 2350 kW  | 108 m     | 103 m              | 159,5 m    | 1      | 2021    | GAIA mbH                                          | Energiepark Klein-Winternheim GbR  |
| GE Wind Energy 5.3-158 | 5300 kW  | 161 m     | 158 m              | 240 m      | 1      | 2022    | juwi AG                                           |                                    |
| Vestas V162-6.2MW      | 6200 kW  | 169 m     | 162 m              | 250 m      | 1      | 2024    | GAIA mbH                                          |                                    |

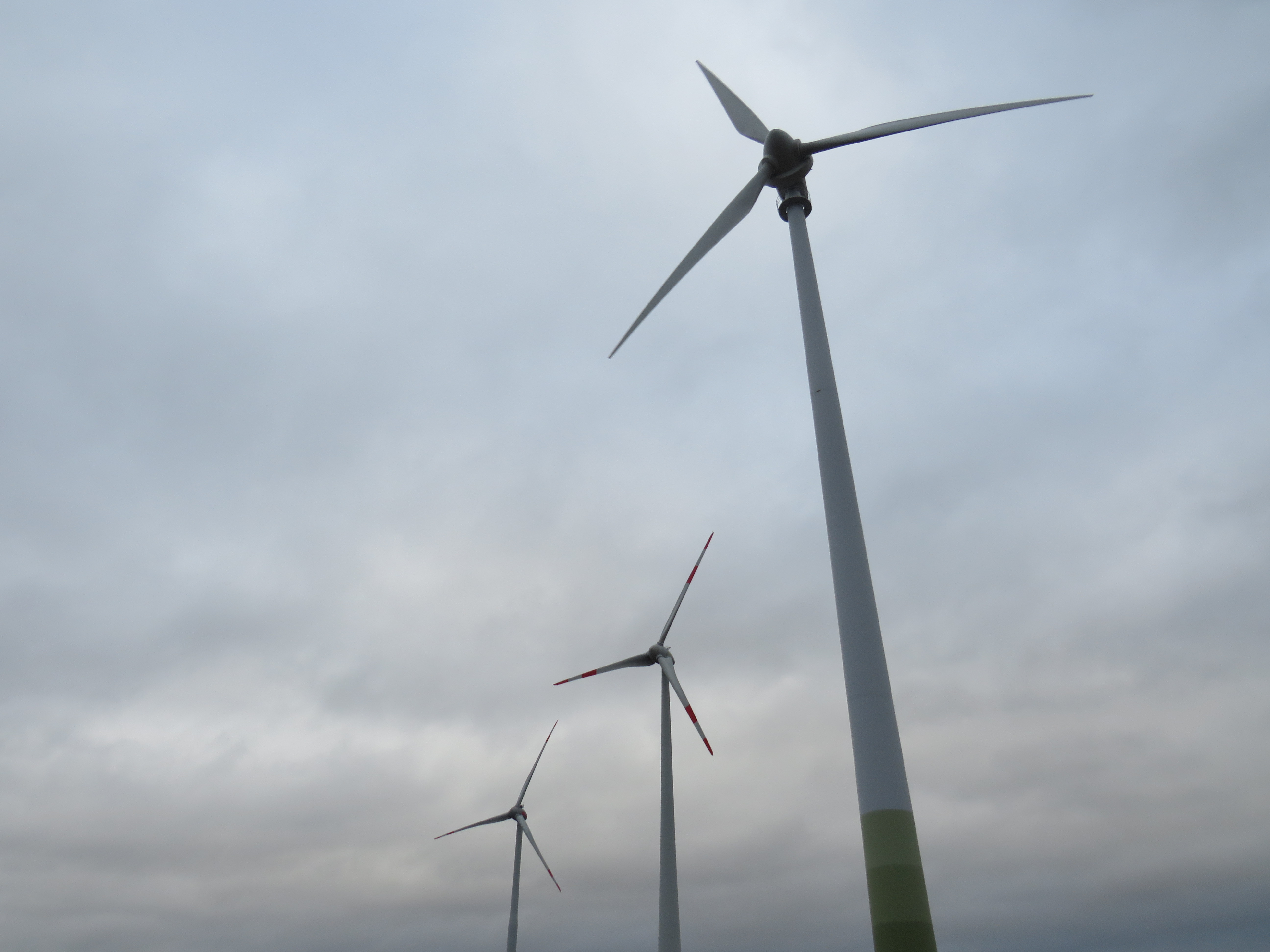
Drei Generationen ENERCON-Windkraftanlagen: E-40, E-82, E-141 EP4
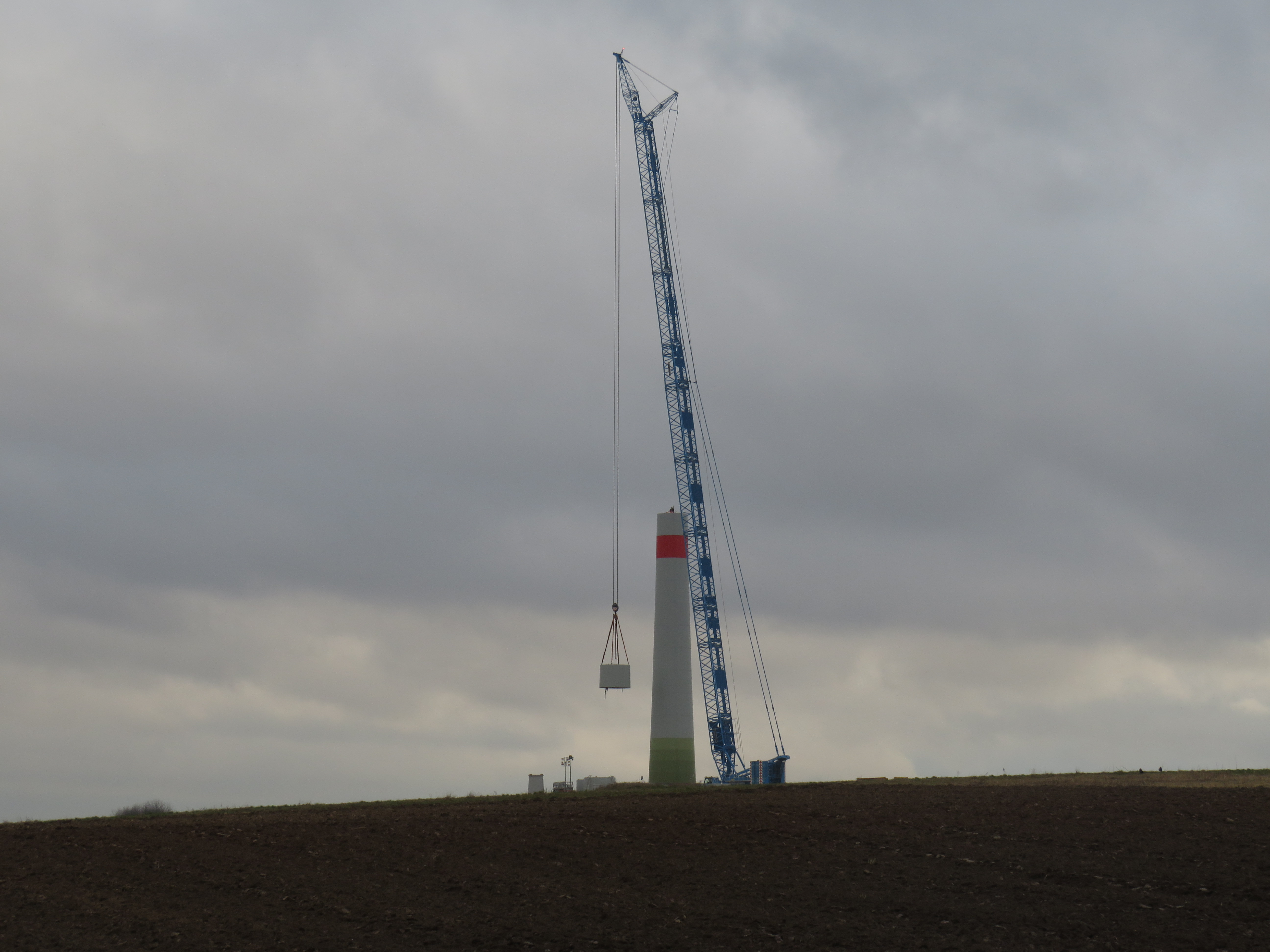
Neue Anlage (ENERCON E-103 EP2) im Bau (12/2021)
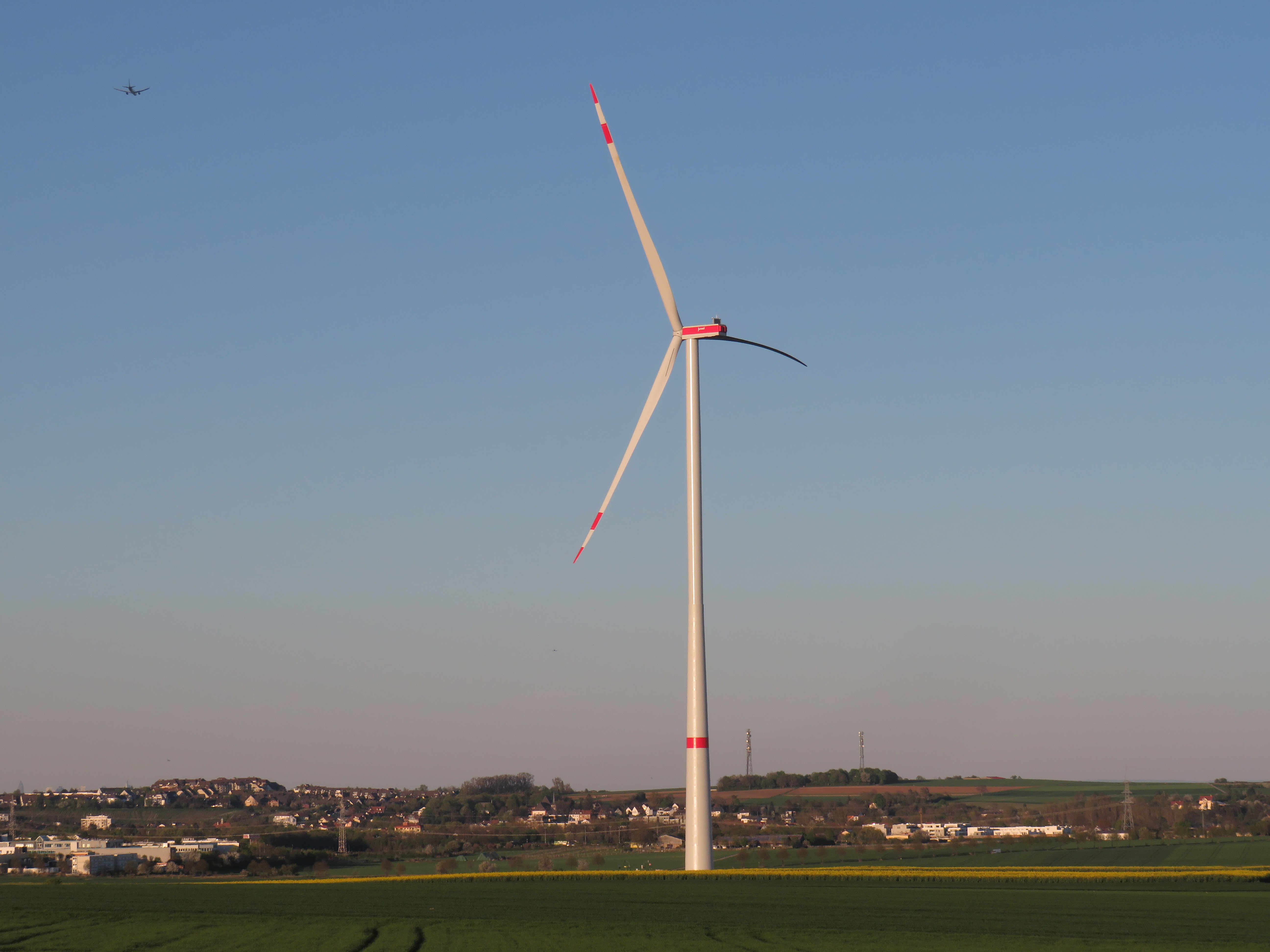
GE 5.3-158 kurz vor Inbetriebnahme
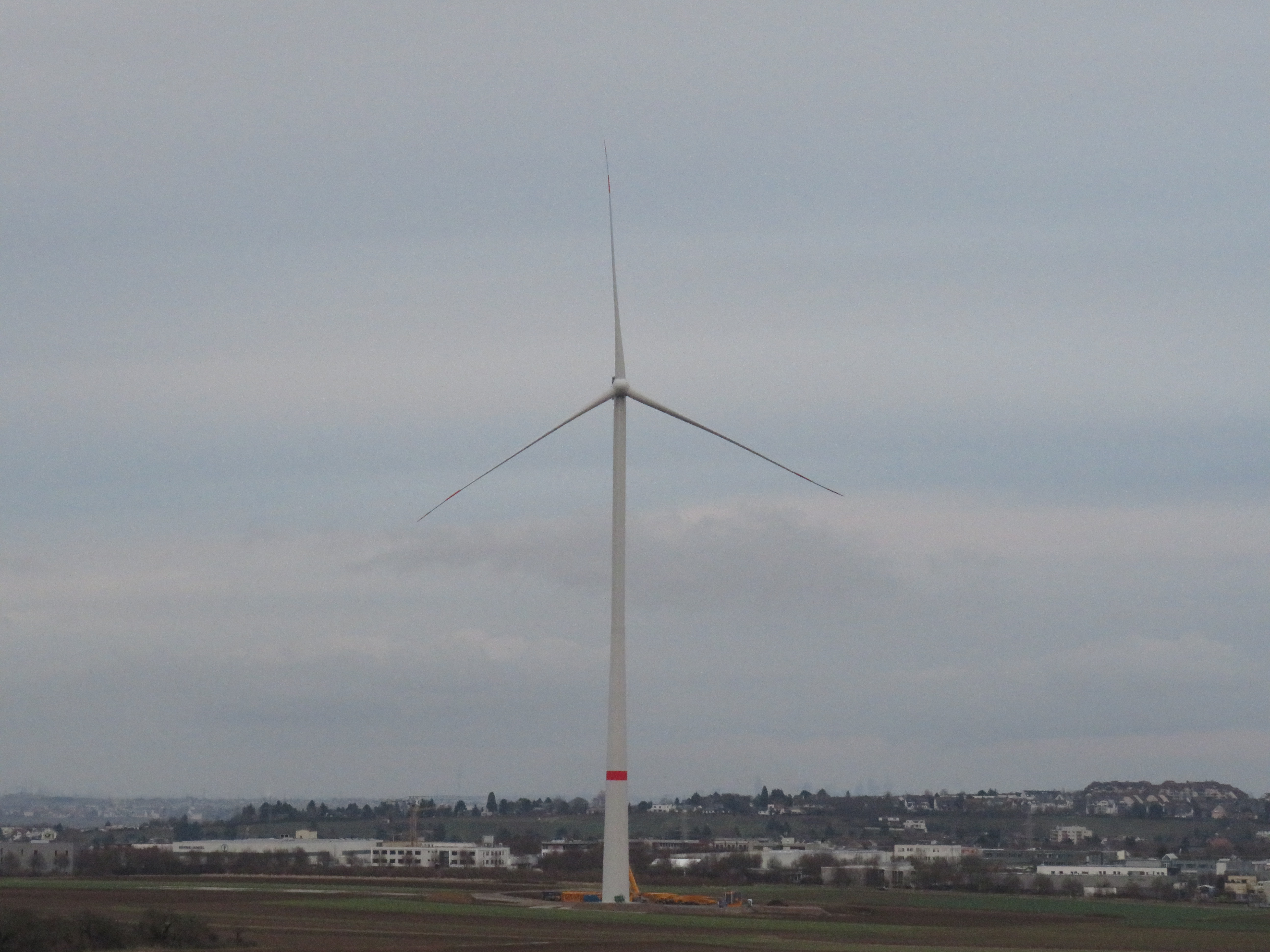
Vestas V162-6.2MW vor Inbetriebnahme

### Energiepark Mainz
Die vier Anlagen vom Typ ENERCON E-82 befinden sich im Besitz der Mainzer Erneuerbare Energien GmbH, einer Tochtergesellschaft der Mainzer Stadtwerke, und sind direkt mit deren 20-kV-Netz verbunden. Unmittelbar am Netzeinspeisepunkt in Mainz-Hechtsheim existiert eine Elektrolyseanlage, die bis zu 6 MW überschüssiger elektrischer Leistung aus dem 20-kV-Netz aufnehmen kann. Diese Anlage produziert Wasserstoff (H2) für verschiedene Anwendungen. Ein Teil wird vor Ort in Tanks gespeichert und kann beispielsweise für Brennstoffzellenbusse im Mainzer ÖPNV verwendet werden. Außerdem besteht die Möglichkeit, Wasserstoff ins Erdgasnetz einzuspeisen. Die Kombination aus erneuerbarer Energieerzeugung und Power-to-Gas-Anlage wurde unter dem Titel Energiepark Mainz ursprünglich als Forschungsprojekt der Linde Group, Siemens, der Mainzer Stadtwerke und der Hochschule RheinMain entwickelt. Offizielle Eröffnung war am 2. Juli 2015, der Forschungsbetrieb lief bis Mitte 2017. Die Investitionskosten betrugen rund 17 Millionen € und wurden zur Hälfte durch das Bundesministerium für Wirtschaft und Energie getragen. Seit Anfang 2018 befindet sich die Anlage im Regelbetrieb.